# Biała (powiat szczecinecki)
Biała (niem. Groß Wittfelde) – wieś w Polsce położona w województwie zachodniopomorskim, w powiecie szczecineckim, w gminie Biały Bór, przy drodze krajowej nr 20 Stargard Szczeciński - Szczecinek - Gdynia.
Do 1772 w granicach Rzeczypospolitej. W latach 1975–1998 wieś należała do woj. koszalińskiego.
Na terenie wsi znajduje się cmentarz ewangelicki – kilkanaście krzyży żeliwnych oraz imienna tablica żołnierzy pochodzących z Białej poległych w czasie I wojny światowej.